# Elroy Asmus
Elroy Asmus (Gorinchem, 20 oktober 1973) is een Nederlands voormalig voetballer. 
Asmus groeide op in Gorinchem, waar hij voetbalde bij GVV Unitas. Hij had twee jaar een contract als jeugdspeler bij de jeugd van Feyenoord, waarna hij in 1992 bij Kozakken Boys ging spelen.
Elroy Asmus maakte in 1994 zijn debuut in de eredivisie bij FC Utrecht. In 1998 werd hij uitgeleend aan Heracles Almelo, waar hij uiteindelijk ook een contract kreeg. Nadat Heracles was gedegradeerd uit de eredivisie en Asmus last kreeg van een heupblessure, stopte hij met betaald voetbal en ging in 2001 aan de slag bij de amateurclub DOVO.
In 2001 begon Asmus aan een opleiding aan de politieacademie. Hierna was Asmus werkzaam in verschillende politiefuncties en werkte hij als trainer bij GVV Unitas.

## Clubs
| Seizoen | Club            | Wedstrijden | Doelpunten | Competitie     |
| ------- | --------------- | ----------- | ---------- | -------------- |
| 1994/95 | FC Utrecht      | 22          | 0          | Eredivisie     |
| 1995/96 | FC Utrecht      | 19          | 0          | Eredivisie     |
| 1996/97 | FC Utrecht      | 23          | 0          | Eredivisie     |
| 1997/98 | FC Utrecht      | 14          | 1          | Eredivisie     |
| 1998/99 | FC Utrecht      | 0           | 0          | Eredivisie     |
| 1998/99 | Heracles Almelo | 24          | 0          | Eerste divisie |
| 1999/00 | Heracles Almelo | 28          | 0          | Eerste divisie |
| 2000/01 | Heracles Almelo | 22          | 0          | Eerste divisie |